# Bling-bling

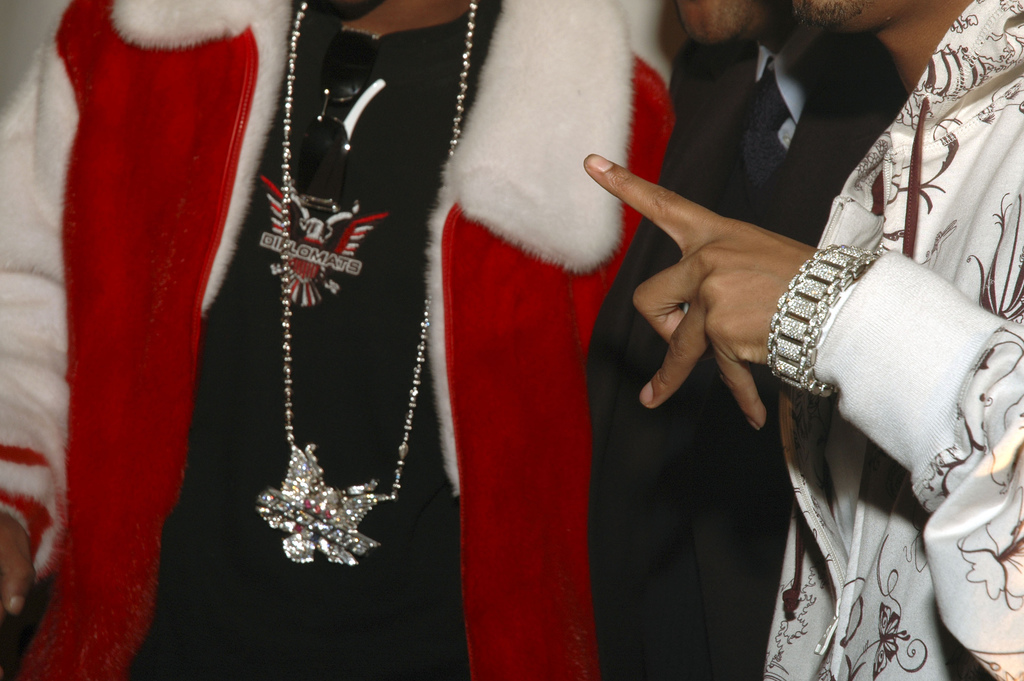
Bling-bling.

El término bling-bling denota un estilo ostentoso y excesivo de ropas, bisutería, objetos brillantes y estilo de vida. Es representativo del gangsta rap.

## Origen

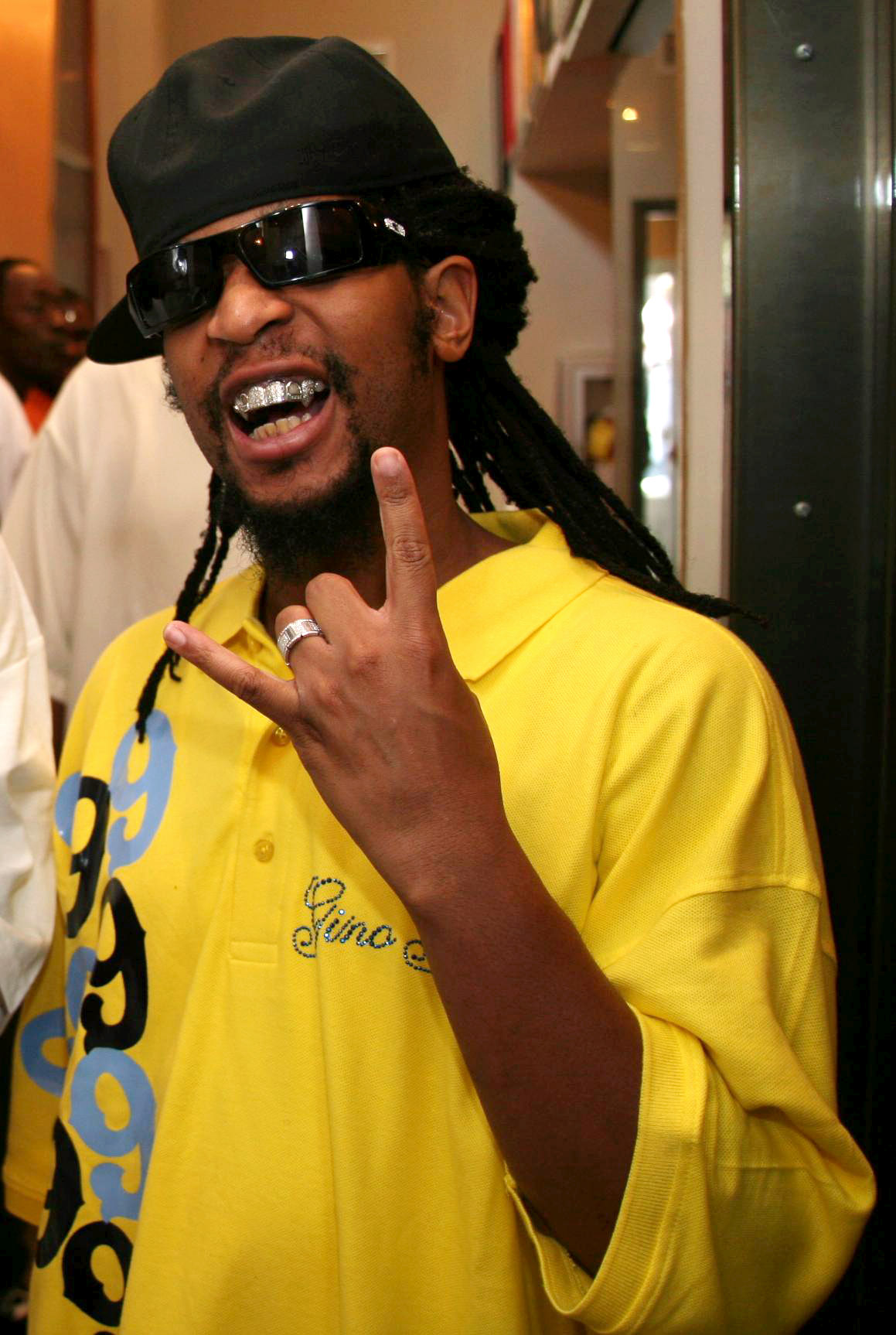
Lil Jon usando gafas, gorra, el anillo y las joyas para los dientes ("Grill").

El término onomatopéyico bling hace referencia al ficticio sonido que hace el brillo o destello de una joya (principalmente plata, oro o diamantes). El término bling bling fue creado por Lil Wayne mientras trabajaba en el estudio de grabación; sin embargo, ya se había utilizado el término en algunos casos anteriores (como en la canción «Mona Lisa» de Slick Rick en 1988) aunque en la mayoría de los casos con algunas variaciones (como ping en lugar de bling o bling-blauw).
Esta frase se popularizó con el éxito de la canción "Bling Bling", una pista de 1999 de B.G., un rapero de New Orleans, miembro de Cash Money Millionaires.

## Evolución
En 2003, el término bling-bling se consideró como una de las 6.000 palabras que “reflejan la vida del siglo XXI”, según  el diario estadounidense USA Today. En este mismo año, se añadió en la lista de nuevos términos del Diccionario de Inglés Oxford.
El rapero B.G. comentó con MTV: “Estoy sorprendido de que la palabra se haya extendido como lo ha hecho pero sabía que iba en serio cuando vi que el anillo del título de campeón de la NBA de Los Angeles Lakers [de 2000] tenía escrito ‘bling bling’ en diamantes”.
El término se utilizó posteriormente para cualquiera que mostrara un estilo de vida lujoso y ostentoso.
Está muy difundido su uso en cantantes de rap y reguetón, así como en sus seguidores.
El término también se ha extendido al castellano: los raperos usan el término en los hip-hop latinos, y en el reguetón de Puerto Rico y Panamá, aunque normalmente se escribe y se pronuncia "blin-blin". La palabra en castellano, blinblineo también se usa para referirse al estilo bling-bling. El término se utiliza en francés, tradicionalmente, para describir actitudes de nuevos ricos; tales como "vistiendo trajes caros", "gafas de sol con estilo" y "visiblemente grandes relojes de pulsera" o cualquier cosa que sea ostentoso y pueda ser considerado de "mal gusto".